# Epigonus cavaticus
Epigonus cavaticus är en fiskart som beskrevs av Ida, Okamoto och Sakaue 2007. Epigonus cavaticus ingår i släktet Epigonus och familjen Epigonidae. Inga underarter finns listade i Catalogue of Life.